# 紹斯霍爾德 (紐約州普查規定居民點)
紹斯霍爾德（英語：Southold）是位於美國紐約州薩福克縣的普查規定居民點。

## 人口
根據2020年美國人口普查的數據，紹斯霍爾德的面積為37.69平方千米，當中陸地面積為27.10平方千米，而水域面積為10.58平方千米。當地共有人口6040人，而人口密度為每平方千米160.25人。